# 少弐政興
少弐 政興（しょうに まさおき）は、戦国時代から安土桃山時代にかけての武将。少弐資元の三男。

## 略歴
永禄2年（1559年）、二人の実兄（冬尚・千葉胤頼）が龍造寺隆信により殺されると、馬場鑑周（馬場政員の子で馬場頼周の孫）に匿われ、筑紫栄門や横岳氏（西島城）などの助力もあり綾部城（少弐山城）に擁立され、大友義鎮(宗麟)とも結び少弐氏の再興を図る。
永禄6年（1563年）から馬場鑑周の支援の下、有馬晴純・波多鎮・大村純忠・多久宗利・西郷純尚などの肥前国の諸将と共に、龍造寺氏と戦う。しかし、翌永禄7年（1564年）、肥前中野城に籠るも、龍造寺勢の猛攻を受け馬場鑑周も降伏し、少弐氏再興の希望は潰えた（降伏したのは永禄8年とも）。隆信は大いに苦戦し犠牲者も少なくなかったという。このことからも政興は武勇に優れていたことがうかがえる。
その後、政興は九州を去り、大友氏の故地である引地ガ沢（神奈川県大和市）に移ったといわれるが、降伏から8年後の元亀3年（1572年）に至っても、再び龍造寺軍が東肥前の政興を攻め、筑紫氏・横岳氏をも攻めたという記述や、天正4年（1576年）に龍造寺に当たるため、大友宗麟（義鎮）の命で五条鎮定を政興に協力させる記述や政興による鎮定への肥前国巨勢の地の安堵状の発給が見られるなど、判然としない。
再興の希望が潰えた時の政興の悔しがりようは尋常なものではなかったが、一命を許され出家したという。